# 何载
何载（1919年11月—2023年11月8日），原名容恭，陕西宝鸡人，中共中央组织部原秘书长，第六、七届全国政协委员。